# Zamfir Ralli-Arbore
Zamfir Ralli-Arbore cunoscut și sub numele Zamfir C. Arbore sau Arbure (n. 14 noiembrie 1848, Cernăuți, Imperiul Austriac – d. 2 aprilie 1933, București, România) a fost un istoric, scriitor și gazetar român, militant socialist, anarhist, dar și pentru Unirea Basarabiei cu România. În perioada interbelică, Zamfir Arbore a fost de 2 ori senator în Parlamentul României, reprezentând Partidul Țărănesc, apoi Partidul Poporului.

## Biografie
Zamfir s-a născut la 14 decembrie 1845, la Cernăuți. A fost fiul lui Constantin Z. Ralli-Arbore și al Olgăi (n. Reva). Bunicul din partea tatălui era grec, căminarul Zamfirache Arbore Ralli.
Își face studiile la Gimnaziul de Băieți Nr. 1 din Chișinău, apoi la Universitatea din Moscova și Petersburg. În timpul studiilor sale la Moscova, la 17 ani, aderează la mișcarea anarhistă și apoi socialistă. Este arestat și trimis la Fortăreața Petropavlovskaia din Petersburg și apoi în exil, la Krasnoiarsk. Datorită presiunilor urmăririi autorităților ruse, Zamfir se mută, în 1870, la Zürich și apoi la Geneva, unde devine un colaborator activ al lui Mihail Bakunin.
Ulterior se mută în Regatul României, temporar în 1875, la Iași, apoi la Ploiești, și definitiv în 1879, la București. Devine cetățean român în 1881. A fost funcționar la Arhivele statului sub direcția lui B.P.Hasdeu, director al serviciului statistic al primăriei București, profesor de limba rusă la Școala superioară de Război.
În anul 1912, în timpul războiaelor balcanice, a avut o întâlnire cu Lev Troțki la București.
A avut două fiice, Nina Arbore, pictoriță și Ecaterina Arbore, militantă socialistă, de profesie medic. A murit în vârstă de 84 de ani, la 5 aprilie 1933, la București. 
A fost redactor șef al ziarului rus Obșcina, organul federaliștilor. Colaborează la Le Travailliste, condus de Elysee Reclus și scrie capitolul asupra Rusiei în Geographie Universelle a acestuia. Colaborări la presa internațională aflată sub influența lui Bakunin.
A fost  distins cu premiul Eliade Rădulescu al Academiei Române cu premiul Societății române de geografie. Scrie sub pseudonimul Andrei Ivanov.
Preocupările sale de istoric s-au împletit cu cele de lingvist (este autorul unei gramatici al unui dictionar român-bulgar) și igienist. A predat istorie la Școala de Război din București.
A întreținut legături strânse cu revoluționarii bulgari, mai ales cu Hristo Botev, al cărui prim biograf a fost. Lucrările sale de istorie constituie materiale prețioase pentru cunoasterea multilaterală a spațiului cuprins între Prut și Nistru, considerat de aceea de N. Iorga drept cel mai documentat istoriograf al vieții basarabene.
În timpul Primului Război Mondial, Zamfir Arbore a susținut intrarea României în război de partea Puterilor Centrale, pentru a recupera Basarabia. În 1919, a fost ales senator din partea Partidului Țărănesc, în circumscripția Chișinău, și a fost reales în 1920, din partea Partidului Poporului. 
În ciuda afinităților sale pentru extrema stângă, Zamfir Arbore a continuat să fie activ pe scena publică românească. Zamfir Arbore a decedat în 1933, la București, și a fost înmormântat în Cimitirul Sfânta Vineri cu onoruri militare, datorită activității sale anterioare la Școala de Război.

### Generalități
Afirmația că Zamfir C. Arbore ar fi fost Mare Maestru al Marii Loji Naționale pare a fi gratuită.
În afară de numeroasele sale lucrări de specialități diverse, Arbore rămâne însemnat pentru sociologie prin două lucrări de caracter „monografic”; una, premiată de Academia Română, are ca temă „Basarabia în secolul al XlX-lea” (1899), alta este un „Dicționar geografic al Basarabiei” apărut în colecția „Dicționarele geografice ale provinciilor romîne în afară de Regat”.
În localitatea Dolna, la 55 km vest de Chișinău, se găsește Conacul „Zamfirаche Ralli”, vizitat adeseori de Aleksandr Pușkin, aflat în exil în Basarabia, între anii 1820-1823. Aici, el cunoaște mai aproape cultura și tradițiile localnicilor și se împrietenește cu familia Ralli-Arbore. Se spune că tânărul Pușkin anume aici se îndrăgostește de țiganca Zemfira, căreia îi dedică câteva poezii.La conacul familiei Ralli-Arbore, în mijlocul unui parc mic, se pot vedea bustul poetului rus, izvorul Zemfirei și alte locuri pușkiniene.

## Operă

### Volume publicate antum
- Temniță și exil, Râmnicu Sărat, 1894
- Nihiliștii, București, 1895
- În exil, Craiova, 1896
- În temniță, Craiova, 1897
- Basarabia în secolul XIX, Institutul de Arte Grafice Carol Gobl, București, 1898
- În temnițele rusești, București, 1923
- În pușcăria Petro-Pavlovsk, București, 1924

### Volume publicate postum
- Opere alese, îngrijită și prefață de A. Kidel, Chișinău, 1957